# Якты-Ялан (Татарстан)
Якты-Ялан — деревня в Бугульминском районе Татарстана. Входит в состав Новосумароковского сельского поселения.

## География
Находится в юго-восточной части Татарстана на расстоянии приблизительно 21 км на север-северо-восток по прямой от районного центра города Бугульма.

## История
Основана в 1920-х годах, первоначальное название Алга, позднее Якты Елань.

## Население
Постоянных жителей было: в 1926 году — 88, в 1938—175, в 1949—141, в 1958—119, в 1970—126, в 1979 — 93, в 1989 — 58, в 2002 году 74 (татары 91 %), в 2010 году 60.